# Burmeistera pteridioides
Burmeistera pteridioides là loài thực vật có hoa trong họ Hoa chuông. Loài này được McVaugh mô tả khoa học đầu tiên năm 1965.